# أنطونيو خوسيه دا سيلفا غوفيا
أنطونيو خوسيه دا سيلفا غوفيا (بالبرتغالية: Antônio José da Silva Gouveia‏) هو لاعب كرة قدم برازيلي في مركز الهجوم، ولد في 30 يونيو 1957 في مورياي في البرازيل، وتوفي في 30 ديسمبر 2008 في Recreio ‏ في البرازيل. شارك مع منتخب البرازيل لكرة القدم. أما مع النوادي، فقد لعب مع سانتو أندريه ونادي سيارا ونادي غواراني ونادي فلامنغو ونادي فلومينينسي.

## وصلات خارجية
- أنطونيو خوسيه دا سيلفا غوفيا على موقع قاعدة بيانات كرة القدم.إي يو (الإنجليزية)
- أنطونيو خوسيه دا سيلفا غوفيا على موقع ناشيونال فوتبول تيمز (الإنجليزية)